# Isla Divar
La isla Divar (en konkani: दीवाडी, Divaddi) que es una derivación de la palabra Dipavati o "pequeña isla" en konkani, es una isla que se encuentra en el río Mandovi en el estado indio de Goa.
Se encuentra aproximadamente a 10 km río arriba de Panaji (Panjim). La isla está comunicada a la vieja Goa por el lado sureste, a Ribandar, por el lado suroeste y Narve en el lado norte, todos a través del servicio de ferry.
La isla de Divar es un famoso sitio de peregrinación hindú y acogió los antiguos templos de Shree Saptakoteshwar, Shree Ganesh y Shree Dwarkeshwar, entre otros. Estos fueron destruidos por los colonizadores portugueses en el siglo XVI como parte de la cristianización de Goa. Los portugueses dejaron cocodrilos alrededor de las aguas de la isla de Divar y cortaron todos los alimentos y otros suministros con el fin de presionar a la gente del lugar para obtener conversos. 
El cementerio actual, cerca de la iglesia en una colina, una vez alojó un Templo Ganesh, que fue arrasado por los portugueses, los hindúes tuvieron que tomar el ídolo de Ganesh y rehabilitarlo en el pueblo de Khandola cerca de Marcel.
Los habitantes originales de esta isla fueron las personas que una vez vivieron en la vieja Goa, pero que tuvieron que emigrar durante una desastrosa plaga que redujo considerablemente la población de la Vieja Goa. 
«Piedade» (en español: "Piedad"), es una pequeña aldea fundada por los portugueses que se extiende en la parte inferior de una pequeña loma boscosa en la que se encuentra la Iglesia de Nuestra Señora de la Compasión. La isla está salpicada de antiguas villas portuguesas elegantes. Desde la cima de la colina, se observan magníficas vistas panorámicas de los alrededores, como el casco antiguo de Goa, Panaji, el río Mandovi, y los puentes que cruzan ese río.